# Petr Gilbert
Petr Gilbert (23. května 1966 Praha – 21. října 2018 Úvaly) byl český malíř naivního umění a surrealismu.

## Život
Petr Gilbert se narodil v Praze. Školní dny prožil v Úvalech. Již v dětství chodil na malířské vycházky se svým dědečkem, který maloval krajiny Jizerských hor. Měl možnost poznat atmosféru ateliéru Františka Emlera a Jaroslava Eduarda Dvořáka prostřednictvím svého otce, který se s nimi přátelil.

## Tvorba

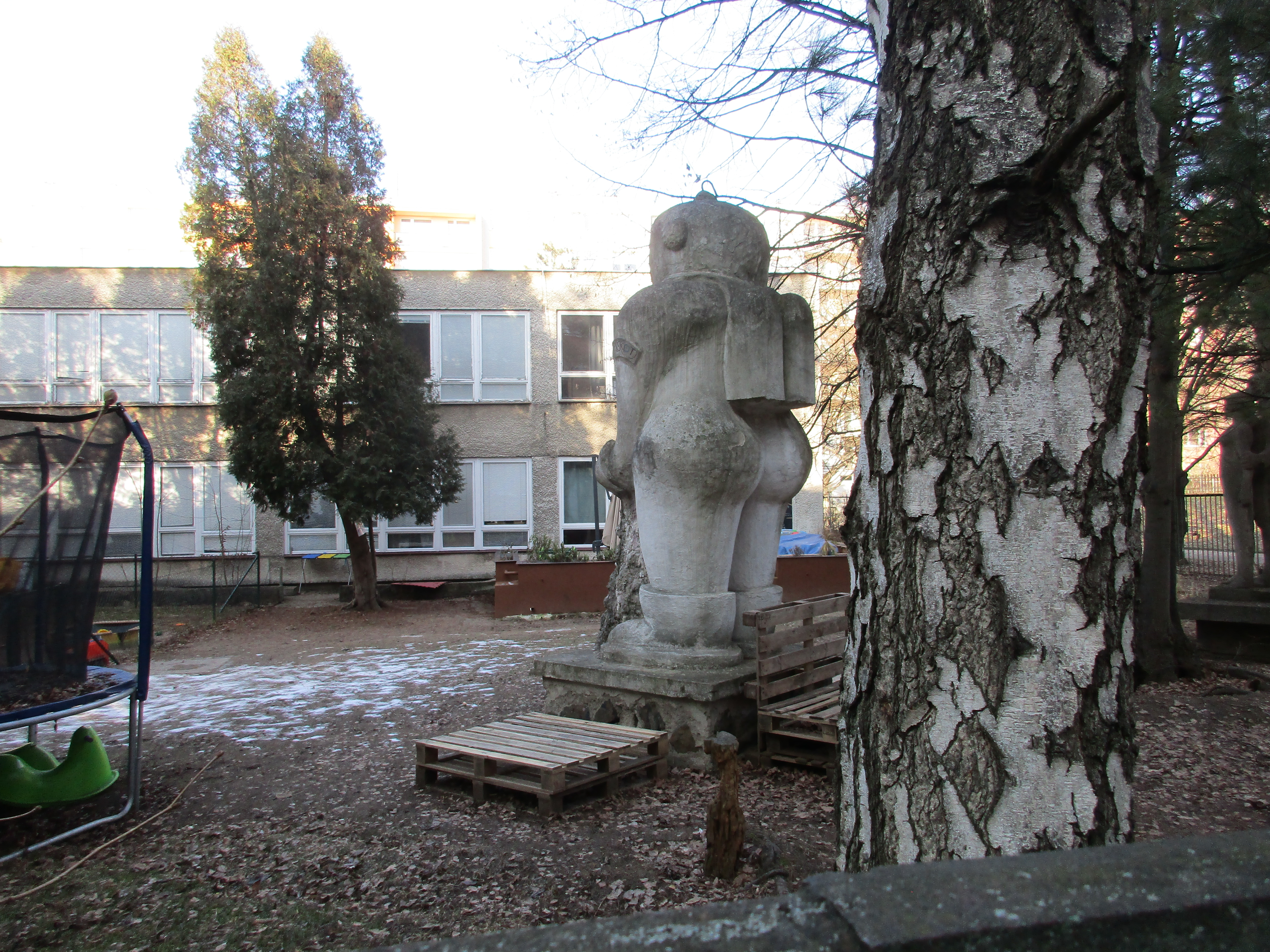
Socha Matky kosmu od Petra Gilberta a Karla Bittnera v Praze 9, 2021

Gilbertova kariéra začala malováním naivních obrazů, např.: Bear Bull, Leonardo, Opiová Venuše, Holandsko, psychedelický déšť, siesta, flóra, Dívka s konvalinkami, Prostor a čas, Nebeske stromy, Lanzarote.
Mezi jeho vzory patřil Henri Rousseau, jehož díla podrobně studoval na výstavě v Praze (15. září 2016 – 15. ledna 2017).
Jeho tvorba zahrnuje řadu uměleckých oblastí:
- Olejomalba: „Obrazům Petera Gilberta dominují zvláštní, absurdní krajiny, které vyzařují určitý humor a nadsázku. Obrazy se vyznačují většinou tóny modré nebo zelené, které jsou však prosvětleny některými prvky jiné barvy.“[5]
- Abstraktní malby akrylem
- Sochy: V roce 2000 vytvořil Gilbert s Karlem Bittnerem sochu Matky kosmu, kterou si u Gilberta objednal majitel tiskárny Pískot. Socha je známá jako Socha Mimozemšťan v Praze na Střížkově.
- Povídky: Kniha Bylo a nebylo u Gilbyho byla vydána v roce 2018, pár měsíců před smrtí autora. Občas z ní veřejně četl. Lidi v okruhu svých přátel popisuje barvitě a se švejkovským humorem. Kniha obsahuje autobiografické příběhy a vyprávění, povídky s převahou fantasy a fikce a příběhy ze života štamgastů v hospodě.[2] Čtenář v knize najde i reprodukce autorových obrazů. Existuje i ve verzi třídílné audioknihy Bylo a nebylo u Gilbyho (2019).[6]

## Výstavy
- Práce tří mladých umělců, 30. března – 1. dubna 2001, MDDM Galerie Úvaly, společná výstava s Karlem Bittnerem a Danou Adamovou.[5]
- Galerie Draka Trutnov, pohledy zblízka i zdálky, 6. března – 12. dubna 2015.[7]
- Barevné území, společná výstava s Raduší Chocholoušovou, La kavárna v Jablonci nad Nisou, 2. listopadu až 7. prosince 2016
- Realistické a snové pohledy. MDDM Úvaly v Riegerově ulici 65, 27. srpna – 5. září 2021[8]
- Snové světy Petera Gilberta, Ústřední knihovna – Záliv (místnost s naučnou literaturou), 17. ledna 2023, obrazy[9] a kniha

## Rozhovory
- Rozhovor o společné výstavě v MDDM Úvaly s Karlem Bittnerem a Danou Adamovou, 2001[3]
- V rozhovoru v roce 2007 odpovídal na otázky o Janově nad Nisou a jeho umění[10]